# Pterotricha simoni
Pterotricha simoni är en spindelart som beskrevs av Raymond Comte de Dalmas 1921. Pterotricha simoni ingår i släktet Pterotricha och familjen plattbuksspindlar.
Artens utbredningsområde är Spanien. Inga underarter finns listade i Catalogue of Life.